# Jan Soete
Jan Soete (Kortrijk, 15 februari 1899 – aldaar, 30 april 1961) was een Belgisch germanist en dialectoloog.

## Levensloop
Jan Soete was een zoon van juwelier Hubert Soete en Emma Boucquey. Hij trouwde in 1929 met Maria Versavel en ze kregen zeven kinderen. 
Na middelbare studies aan het Sint-Amandscollege, tekende hij in 1919 als vrijwilliger in bij het Belgisch leger. In 1923 hernam hij studies aan de Katholieke Universiteit Leuven en in 1927 promoveerde hij tot doctor in de Germaanse filologie, met een proefschrift gewijd aan het Kortrijkse dialect. In 1928 werd hij hulp-stadsbibliothecaris van Kortrijk en leraar aan het Provinciaal Technisch Instituut in Kortrijk. In 1941 werd hij voltijds stadsbibliothecaris-archivaris bij de stad Kortrijk.
In 1935 schreef hij de bindteksten voor het Guldensporenfeest in Kortrijk. Hij stelde ook de catalogi op, gewijd aan diverse literaire en historische tentoonstellingen.
Hij werd een geliefde spreker op de West-Vlaamse radio met uiteenzettingen over het dialect, onder de algemene titels Volksleven en Volksspraak en De wenteling der wendingen rond vorm- en zinverwante woorden. Ze gaven aanleiding tot een uitgebreide reeks bijdragen in Zonneweelde, het tijdschrift van de oud-leerlingenbond van het Kortrijkse atheneum.
Soete was medestichter en ondervoorzitter van De Leiegouw.

## Publicaties
- Het wetenschappelijk werk en de verzamelingen van pastoor Slosse, 1942.
- Het voorgeslacht van Peter Benoit, 1952.
- De geheimzinnige steen van Koning Sigis, 1953.
- Jacques Goethals-Vercruysse te Kortrijk herdacht, in: De Leiegouw, 1959.
- Catalogus Tentoonstelling J. Goethals-Vercruysse, 1960.